# Хіросакі

40°36′11″ пн. ш. 140°27′51″ сх. д. / 40.60306° пн. ш. 140.46417° сх. д.
Хіроса́кі (яп. 弘前市, ひろさきし, МФА: [çiɾosakʲi ɕi̥]) — місто в Японії, в префектурі Аоморі. Відоме зокрема тим, що у місті розташовується один з 12 вцілілих оригінальних історичних замків Японії - замок Хіросакі.

## Короткі відомості
Розташоване в південно-західній частині префектури, на півдні Цуґарської рівнини. Виникло на основі призамкового містечка раннього нового часу, яким володів самурайський рід Цуґару. Столиця колишнього автономного уділу Хіросакі-хан. Отримало статус міста 1 квітня 1889 року. В першій половині 20 століття було місцем дислокації восьмої дивізії Імперської армії Японії. Основою економіки є сільське господарство, рисівництво, вирощування яблук, комерція, туризм. Традиційні ремесла — виготовлення лакованого цуґарського посуду та цугарської вишивки хрестиком. Найбільший історико-культурний центр префектури. В місті розташовані замок Хіросакі, десятки буддистських монастирів, синтоїстських святилищ, музеїв. Влітку проводяться свята небута — масштабні нічні паради з велетенськими ліхтарями. Станом на 1 жовтня 2007 площа міста становила 523,60 км². Станом на 1 липня 2008 населення міста становило 184 574 осіб.

## Освіта
- Хіросацький університет

## Відомі уродженці
- Косей Акаїсі (1965) — японський борець вільного стилю, срібний призер чемпіонату світу, срібний призер чемпіонату Азії, срібний призер Азійських ігор, срібний та бронзовий призер Олімпійських ігор.